# Temporada de huracanes del Atlántico de 1960
La temporada de huracanes del Atlántico de 1960 fue el período anual de la formación de los ciclones tropicales. Se inició oficialmente el 1 de junio de 1960, y duró hasta el 30 de noviembre de 1960. Estas fechas convencionalmente delimitan el período de cada año cuando la mayoría de ciclones tropicales se forman en la cuenca atlántica. La temporada fue de baja actividad, con sólo siete tormentas en total, pero por desgracia, también fue devastadora.
La tormenta más notable de la temporada fue el Donna, que alcanzó categoría 5 en la escala Saffir-Simpson y fue el huracán mayor de más duración en la historia de la cuenca del Atlántico. Fue la peor tormenta que azotó Florida en diez años, causando seis muertes directas, y causando 387 millones dólares en daños (2400 millones de dólares del 2000).
Además, Ethel alcanzó categoría 5 muy brevemente, antes de tocar tierra en Misisipi. Esto marca la primera de las cuatro temporadas que dos o más huracanes de categoría 5 se registraron oficialmente (los otros son las de 1961, 2005 y 2007), y sigue siendo la única temporada con dos huracanes de categoría 5 consecutivos.

## Tormentas

### Tormenta tropical Uno
La parte sur de una vaguada fuerte se convirtió en una depresión tropical en el Golfo de Campeche el 22 de junio. Se movió hacia el noroeste, y se fortaleció en una tormenta tropical al día siguiente y golpeó a 50 km (31,07 mi) al sur de Corpus Christi, Texas como una tormenta con vientos de 70 km/h (43,5 mph). La tormenta hizo un bucle al sur de Texas, y dejó fuertes lluvias sobre el área. Se movía lentamente hacia el norte, y finalmente se disipó sobre Illinois el día 29. Aunque débil, la tormenta causó $ 3,6 millones en daños (1960 dólares) y 15 muertes.

### Huracán Abby
La depresión tropical que se convirtió en el huracán Abby se desarrolló al este de las Antillas Menores el 10 de julio, probablemente de una onda tropical. A su paso por las islas, rápidamente se convirtió en un huracán esa noche. Abby quedó desorganizado al cruzar el Mar Caribe, y se debilitó a tormenta tropical el día 13. Se convirtió en mejor organizado mientras se acercaba a las costas de Honduras Británica, hoy conocido como Belice y alcanzó un máximo de 140 km/h (87 mph) antes de golpear el país el día 15. Se disipó al día siguiente sobre México, después de causar cerca de 600.000 dólares (1960 USD) en daños y matando a seis personas en Santa Lucía. Los restos de Abby cruzaron al Pacífico se convirtieron en el Huracán Celeste.

### Tormenta tropical Brenda
Una circulación débil en el este del Golfo de México se convirtió en una depresión tropical el 28 de julio. Se movió con rapidez hacia el noreste, convirtiéndose en una tormenta tropical al día siguiente, mientras se encontraba al sudeste de Georgia. Brenda llegó a su pico de 100 km/h (62 mph) el 30, mientras estaba en paralelo a la costa oriental. Se movió hacia el norte a través de Nueva Inglaterra, donde se convirtió en extratropical el día 31. Causó un daño estimado de 5 millones de dólares (1960 dólares) al oeste de Florida. Brenda también destruyó muchos árboles.

### Huracán Cleo
El precursor del huracán Cleo fue un frente de bajas presiones que se desarrolló en un ciclón tropical el 17 de agosto. Cleo, una pequeña tormenta, se convirtió en huracán el día 18 mientras se movía hacia el noreste. Después de alcanzar un máximo de 145 km/h (90,1 mph), las aguas más frías y los vientos de nivel superior lo debilitaron de forma constante hasta su disipación el día 21.

### Huracán Donna
El huracán Donna fue el huracán más destructivo de la temporada. Tras alcanzar categoría 5 en el océano abierto a principios de septiembre, pasó al norte de la Antillas Mayores como categoría 4. Donna golpeó los Cayos de la Florida, Fort Myers, Florida, el Bancos Externos, y finalmente Long Island, Nueva York, el 12 de septiembre. Donna causó $400 millones en daños(1960 USD, 4.12 mil millones 2025 USD), y causó 364 muertes, de las cuales 148 fueron causadas directamente por la tormenta.

### Huracán Ethel
El huracán Ethel se formó en el Golfo de México el 14 de septiembre y se intensificó rápidamente, alcanzando categoría 5, por la noche, al sur de la desembocadura del río Misisipi. La tormenta se debilitó a tormenta tropical a la mañana siguiente después de pasar por Parroquia de Plaquemines, Luisiana con vientos huracanados. Ethel tocó tierra como tormenta tropical en la costa del golfo de Misisipi, causando sólo $1 millón en daños (1960 USD, 1.03 mil millones 2025 USD).

### Tormenta tropical Florence
Una gran área de chubáscos al norte de Puerto Rico se convirtió en una depresión tropical el 17 de septiembre. Y en tormenta tropical al día siguiente, pero debido a las condiciones desfavorables Florence se debilitó de nuevo a una depresión. Hizo un bucle en Cuba el día 22, y se trasladó hacia el noreste sobre Florida. Un sistema de alta presión obligó de nuevo a virar hacia el oeste, después de trasladarse a través del noreste del Golfo de México, se disipó sobre el Mississippi, el 27.

## Nombres de las tormentas
Los siguientes nombres fueron usados para nombrar las tormentas que se formaron en el Atlántico Norte en el 1950. Los nombres que no han sido usados en esta temporada están marcados con gris. Las tormentas Abby y Donna fueron nombradas por primera vez.
| - Abby - Brenda - Cleo - Donna - Ethel - Florence - Gladys (sin usar) | - Hilda (sin usar) - Isbell (sin usar) - Janet (sin usar) - Katy (sin usar) - Lila (sin usar) - Molly (sin usar) - Nita (sin usar) | - Odette (sin usar) - Paula (sin usar) - Roxie (sin usar) - Stella (sin usar) - Trudy (sin usar) - Vesta (sin usar) - Wesley (sin usar) |

### Retirados
El nombre Donna fue retirado.